# Antennablennius
Antennablennius es un género de peces de la familia Blenniidae en el orden de los Perciformes.

## Especies
Existen las siguientes especies en este género:
- Antennablennius adenensis (Fraser-Brunner, 1951)
- Antennablennius australis (Fraser-Brunner, 1951)
- Antennablennius bifilum (Günther, 1861)
- Antennablennius ceylonensis (Bath, 1983)
- Antennablennius hypenetes (Klunzinger, 1871)
- Antennablennius simonyi (Steindachner, 1902)
- Antennablennius variopunctatus (Jatzow & Lenz, 1898)
- Antennablennius velifer (Smith, 1959)